# Anadiplosis
Anadiplosis (ook anadiplose) is een stijlfiguur waarbij een of meer woorden aan het einde van een regel of zin worden herhaald aan het begin van de volgende regel of zin. 
De anadiplosis is daarmee een soort van repetitio waarbij de specifieke soort van woordherhaling ook vaak als cirkel wordt aangeduid.
De anadiplosis wordt vooral gebruikt in de poëzie.
voorbeelden
- Kika Constance heeft een taille,
Heeft een taille als een wesp;[2]
- Oye, no temas, y a mi ninfa dile, dile que muero.[3]
- For Lycidas is dead, dead ere his prime, Young Lycidas and hath not left his peer.[4]
- Information is not knowledge, knowledge is not wisdom, wisdom is not truth, truth is not beauty, beauty is not love, love is not music and music is the best.[5]

## Epiploke
Als een anadiplosis wordt herhaald wordt dat ook wel epiploke genoemd.
voorbeeld
- ginds zag ik de schim van willem kloos
de schim van willem kloos te monte carlo
te monte carlo in het speelhuis willem kloos[6]